# Piotrków Kujawski (gemeente)
De gemeente Piotrków Kujawski is een stad- en landgemeente in het Poolse woiwodschap Koejavië-Pommeren, in powiat Radziejowski.
De zetel van de gemeente is in Piotrków Kujawski.
Op 30 juni 2004 telde de gemeente 9645 inwoners.

## Oppervlakte gegevens
In 2002 bedroeg de totale oppervlakte van gemeente Piotrków Kujawski 138,62 km², waarvan:
- agrarisch gebied: 83%
- bossen: 4%

De gemeente beslaat 22,84% van de totale oppervlakte van de powiat.

## Demografie
Stand op 30 juni 2004:
| Omschrijving                   | Totaal | Totaal | Vrouwen | Vrouwen | Mannen | Mannen |
| ------------------------------ | ------ | ------ | ------- | ------- | ------ | ------ |
| eenheid                        | aantal | %      | aantal  | %       | aantal | %      |
| inwoners                       | 9645   | 100    | 4895    | 50,8    | 4750   | 49,2   |
| bevolkingsdichtheid (inw./km²) | 69,6   | 69,6   | 35,3    | 35,3    | 34,3   | 34,3   |

In 2002 bedroeg het gemiddelde inkomen per inwoner 1339,26 zł.

## Administratieve plaatsen (sołectwo)
Anusin, Bycz, Dębołęka, Gradowo, Jerzyce, Kaczewo, Lubsin, Łabędzin, Malina, Nowa Wieś, Palczewo, Połajewo, Przedłuż, Przewóz, Rogalin, Rudzk Duży, Rudzk Mały, Stawiska, Szewce, Świątniki, Wójcin, Zborowiec.
Zonder de status sołectwo : Katarzyna, Rzeczyca, Teodorowo, Wincentowo, Kozy, Czarnotka, Higieniewo, Kaspral, Połajewek, Trojaczek, Zakręta

## Aangrenzende gemeenten
Bytoń, Kruszwica, Radziejów, Skulsk, Topólka, Wierzbinek